# АЕС Катоба
Атомна станція Катоба — атомна електростанція, розташована на 158 гектарах на півострові, який називається «Півострів Конкорд», який тягнеться до озера Вайлі, в Йорку, Південна Кароліна, США. Катоба використовує пару чотириконтурних водно-водяних ядерних реакторів від Westinghouse.
У рамках програми «Мегатонни до мегават» Катоба була одним із електростанцій, які отримали та випробували 4 тепловиділяючі збірки, що містять МОХ-паливо з плутонієм, отриманим із старих програм озброєння. Оскільки занепокоєння розповсюдженням ядерної зброї є більшим із паливом, що містить плутоній, були застосовані спеціальні запобіжні заходи та додаткова безпека щодо нового палива. Чотири тестові збірки не спрацювали, як очікувалося, і наразі ці плани відкладено.

## Історія
У 2005 році блок 1 атомної станції Катоба був обраний для тестування чотирьох паливних збірок, що містять змішане оксидне (MOX) паливо, що містить 140 кг плутонію, отриманого з переробленого матеріалу для ядерної зброї. Паливні гранули МОХ були поставлені заводом з переробки Карадаш і розміщені в паливних збірках на заводі Melox, обидва у Франції. Це випробування було частиною програми «Мегатонни в мегавати», яка була частиною Угоди про управління та утилізацію плутонію між Сполученими Штатами та Росією.

## Дизайн станції
Атомна станція Катоба використовує крижані конденсатори як частину своїх систем аварійного утримання. Конденсатор льоду атомної електростанції — це пасивний статичний тепловідвід, який покладається на велику кількість льоду для пом’якшення серйозних аварій. Конденсатори льоду призначені для обмеження тиску в разі випадкового викиду пари. Ця конструкція дозволяє створювати менші захисні конструкції та зменшувати вимоги до матеріалів.

## Право власності
- Блок 1:
  - Оператор: Duke Power
  - Власники: Duke Energy Carolinas, LLC 19,25%; Муніципальне енергетичне агентство Північної Кароліни 37,50%; North Carolina Electric Corporation 30,75%[5]
- Блок 2:
  - Оператор: Duke Power
  - Власники: як і вище, 12,5% П’ємонтського муніципального енергетичного агентства (PMPA)[5]. (Згідно з PMPA, він містив 25% блоку 2)[6].

## Інциденти

### 15 травня 2013 р
Було викинуто більше 100 галонів води, забрудненої радіоактивним тритієм. Однак рівні тритію були менше половини ліміту тритію EPA, і витік було локалізовано до того, як він досяг ґрунтових вод.

### 18 липня 2017 р
Після 1-місячної стандартної перевірки Комісія ядерного регулювання (NRC) виявила, що персонал атомної станції Catawba не вжив заходів з профілактичного обслуговування після того, як електричний компонент в одному з аварійних дизель-генераторів не пройшов звичайну перевірку. У результаті NRC посилив нагляд за станцією, доки проблему не буде вирішено. Було зроблено висновок, що цей інцидент мав низьку або помірну значущість для безпеки.